# Дарообмен
Игра «Дарообмен» (англ. Gift-exchange game) — динамическая игра, моделирующая рынок труда.

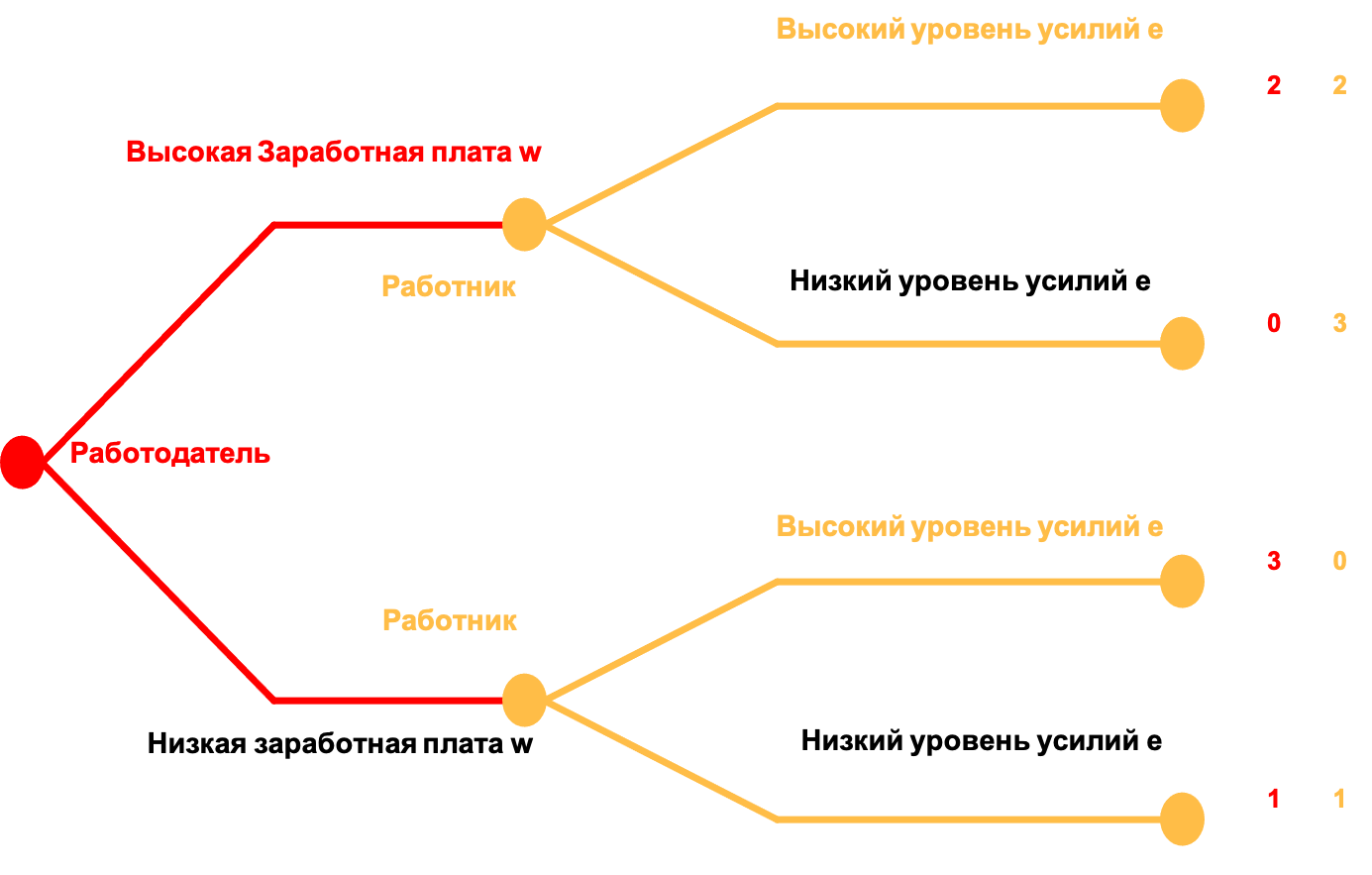
Представление игры Дарообмен в развернутой форме. В этой игре есть только одно равновесие по Нэшу — (Низкая заработная плата, Низкий уровень усилий)

Впервые предложена в 1990 г. в статье «Гипотеза справедливой заработной платы и безработицы» Акерлоф Дж., Йеллен, Дж. (1990).

## Описание игры
См. Теория игр
В игре участвуют два игрока: Работодатель и Работник.
Работодатель делает Работнику предложение (w, e), где w ∈ {0, 1, …, 100} — зарплата, а e — желаемый уровень усилий Работника. Работник, принявший контракт, выбирает фактический уровень усилий e ∈ {0.1, 0.2, …, 1}.
Выигрыш Работодателя равен 100e−w, выигрыш Работника равен w − c(e)
Функция издержек известна работнику:

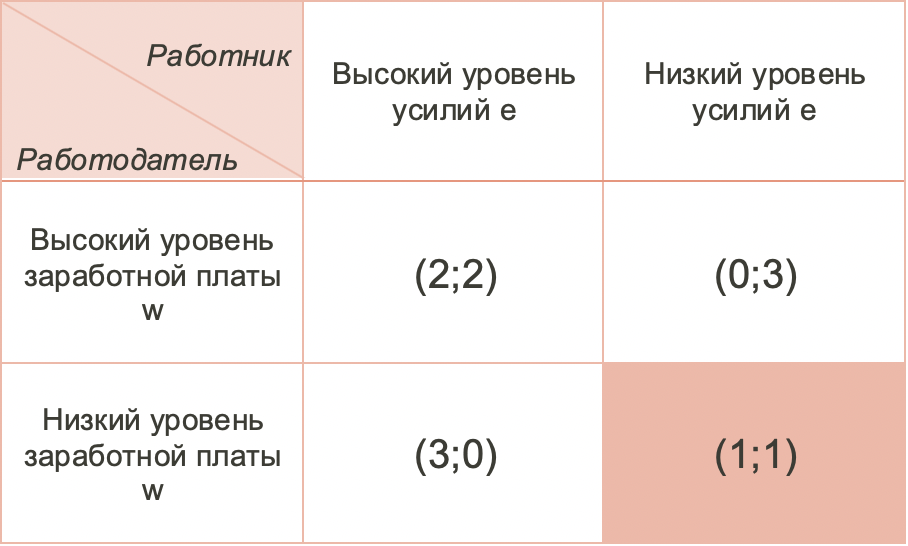
Представление игры Дарообмен в нормальной форме.

| e    | 0,1 | 0,2 | 0,3 | 0,4 | 0,5 | 0,6 | 0,7 | 0,8 | 0,9 |
| c(e) | 0   | 1   | 2   | 4   | 6   | 8   | 10  | 12  | 15  |

Чем выше e, тем выше предлагаемая работнику рента w−c(e). Чем выше w−c(e), тем выше e.

## Экспериментальная проверка результатов
Дизайн игры Дарообмен лежит в основе построения многих лабораторных и полевых экспериментов.
Положительная взаимосвязь между заработной платой и усилиями наблюдалась в большом количестве экспериментов по обмену подарками. Такое поведение явно отклоняется от теоретического равновесия по Нэшу.
В игре одного работодателя и одного сотрудника эксперимент с 84 студентами из Амстердамского университета показал, что минимальные усилия сотрудника для получения высокой зарплаты составляют лишь 23,8 %. Другой эксперимент со студентами из Тилбургского университета показал, что только 33 % игр заканчивались равновесием по Нэшу с минимальной зарплатой и минимальными усилиями. Данные другого эксперимента с участием 123 студентов из Ноттингемского университета показали, что высокий уровень заработной платы, выплачиваемой работодателем заранее, составляет 69 %.

## Возможные приложения

### Экономика дара

#### Статья Дарообмен в полевых условияхФальк А.[8]
Это исследование расширяет существующий объём исследований по обмену подарками, который почти полностью ограничивается лабораторными исследованиями.
Дизайн эксперимента:
- 10000 респондентов получили письма с просьбой перечислить деньги на содержание школы в Бангладеш
- В письма экспериментальных групп были вложены открытки, сделанные учениками школы — 1 или 4
- Контрольная группа получила письмо без открыток

По итогам 3 месяцев после рассылки:
- Респонденты в экспериментальных группах пожертвовали значимо больше, чем в контрольной
- Нет связи с реакцией на предшествующие рассылки. Интерпретация: подарки порождают эффект положительной взаимности.